# Carme Jorques i Aracil
Carme Jorques i Aracil (Xàtiva, segle XX) és una artista valenciana, llicenciada en l'Acadèmia de Belles Arts de Sant Carles de València, professora de dibuix i catedràtica de Plàstica i Visual.
Estudià a un centre escolar religiós, i posteriorment a l'Institut José Ribera de Xàtiva. Entre el 1968 i 1973 estudia Belles Arts, coorganitzant les Assemblees d’Artistes Plàstics del País Valencià.